# 音楽の定義
この項目では音楽の定義（おんがくのていぎ）について扱う。
音楽の定義については様々なことが言われてきた。本項目では音楽の種類によらない普遍的な定義と、ある種の音楽についてだけ説明している定義を示す。

## 音楽の種類によらない定義
- （4世紀の哲学者、アウグスティヌス）「musica est scientia bene modulandi　音楽とは音を良く整える知[注 1] である」[1]
- （ジョン・ケージ）「音楽は音である。コンサートホールの中と外とを問わず、われわれを取り巻く音である。[2]」
- 「音楽とは、人間が組織づけた音である」（ジョン・ブラッキング 『人間の音楽性』[3]）

## 西洋音楽における音楽の定義
西洋音楽では、次の3つの要件が必要であるとしている。1.材料として音を用いる。2.音の性質を利用して組み合わせる。3.時間の流れの中で素材（音）を組み合わせる。そのため、リズム（律動）、メロディー（旋律）、ハーモニー（和声）をもつものが音楽とされる。つまり、音楽は時間の中に組み立てられた芸術であり、絵画や彫刻を芸術空間とよぶのにたいして、時間芸術ともよび、美学では人為的な音楽は音による時間の表現であると定義する。広くは人間が楽しめたり、意味を感じたりすることのできる音全体のことをさす場合もある。

### 音楽の三要素
リズム（律動）、メロディー（旋律）、ハーモニー（和声）をもつものが音楽とされる。

## 音楽の三方面
作曲、演奏、鑑賞の3つを音楽の三方面とよぶ。

### 作曲
音楽を創作することである。

### 演奏
再現芸術ともよばれ、声楽と器楽に分類できる。

### 鑑賞
つぎつぎの音の流れを音楽的に感じ取って、受け入れる感覚の働きであるとされる。したがって、聾唖学校では太鼓の振動や弦の振動を感じるという音楽教育もなされているように、耳で鑑賞するのみでなはない。日本の義務教育では必修鑑賞曲があげられるが、準拠する学校は少ない。現代音楽の試みの中では、ジョン・ケージの『4分33秒』は、演奏者が4分33秒間、一つも音を演奏しない音楽であり、その沈黙の間に聴衆が音楽を見いだすという試みがあった。

## 音楽中の音の定義と音楽の定義
基本的な音楽理論では、音は次の3つに分けられるとしてきた。
- いっさいの上音を含まない純音(正弦波)、
- 弦楽器、管楽器や鍵盤楽器、声楽で得られる倍音だけを上音として含む楽音
- 倍音以外の上音を含む噪音※

※噪音（そうおん）「騒音」ではない。
しかし、打楽器の音は一般に倍音以外の上音を含むし、特に現代音楽の分野では、従来の楽器でも特殊な奏法により噪音を出したり、特に電子楽器を使った電子音楽では、ノイズミュージックといった音楽もあるので、楽音イコール音楽ではない。

## 音楽か文学か
古代の音楽は祈りや祝祭、狩りや儀式など当時の生活に密着したものであったと想像できるが、これは文学の原形と同じ起源であると言える。日本の和歌など、宗教的儀式や民衆の生活から派生して、音楽としても発達しながら、現代では文学と見なされているものは数多い。